# Dorcadion taygetanum
Dorcadion taygetanum är en skalbaggsart som beskrevs av Maurice Pic 1902. Dorcadion taygetanum ingår i släktet Dorcadion och familjen långhorningar. Inga underarter finns listade i Catalogue of Life.